# Balmaceda vera
Balmaceda vera är en spindelart som beskrevs av Cândido Firmino de Mello-Leitão 1917. 
Balmaceda vera ingår i släktet Balmaceda och familjen hoppspindlar. Inga underarter finns listade.